# Odilon de Cluny
Saint Odilon de Cluny (parfois connu comme Odilon de Mercœur), né vers 962 au château de Mercœur près de Saint-Cirgues (aujourd'hui en Haute-Loire en France) et mort le 31 décembre 1048 au prieuré de Souvigny, est un religieux français. Il est le cinquième abbé de Cluny de 994 à sa mort. Sous son abbatiat se développe un ordre clunisien qui acquiert une grande influence religieuse et puissance politique.

## Biographie
C'est un fils de la famille seigneuriale de Mercœur en Auvergne, branche de la famille des comtes d'Auvergne, dont les terres se trouvaient sur les plateaux situés de part et d'autre de l'Allier entre Brioude et Langeac. Il commence ses études comme chanoine à l'église Saint-Julien de Brioude. En 991, Mayeul, quatrième abbé de Cluny l'attire à l'abbaye où il enseigne les novices.
Vers la même époque, il est élu abbé du vivant de Mayeul, dont il devient le coadjuteur, en présence de l'archevêque de Lyon, Burchard, de l'évêque de Genève, Hugues et de l'évêque de Grenoble, Isarn. À la mort de Mayeul en 994, Odilon devient le cinquième abbé de Cluny. Il fait achever entre 1002 et 1018 les travaux de l'église Saint-Pierre-le-Vieil ou Cluny II.
Dans son développement de la « réforme clunisienne » il augmente le nombre de monastères affiliés à Cluny jusqu'à 68. Il séjourne régulièrement à l'abbaye de Romainmôtier dont il devient l'abbé. À celle de Payerne, il exerce tous les pouvoirs qui sont attachés à la dignité d'abbé et est souvent désigné comme abbé de Payerne, bien qu'aucune source n'atteste ce propos.
Il est le principal organisateur de l’empire religieux de Cluny, avec ses monastères affiliés. Avec l’appui du pape, il étend l’ordre clunisien au-delà des Pyrénées et du Rhin.
Le 5 mai 999, il reçoit le prieuré de Paray-le-Monial des mains d'Hugues, comte de Chalon et évêque d'Auxerre, en présence de trois évêques, du roi de France Robert II le Pieux, ainsi que du duc de Bourgogne Henri Ier lors d'une grande cérémonie en l'abbaye Saint-Marcel-lès-Chalon.
Cet accroissement de la puissance de l'ordre de Cluny et l'indépendance juridictionnelle de l'abbaye crée un conflit avec les évêques au moment où Odilon tente de rattacher l'abbaye de Vézelay à l'ordre clunisien. Au cours du concile d'Anse de 1025, les évêques rappellent que les abbayes dépendent de l'évêque du diocèse où elles sont situées, conformément aux décisions du concile de Chalcédoine. Le pape rappelle sa primauté dans l'Église en 1027. Adalbéron de Laon raille le « roi Odilon ». Sur les conseils de Guillaume de Volpiano, Odilon renonce au rattachement de l'abbaye de Vézelay à celle de Cluny. Finalement ce rattachement est fait plus tard, vers 1058, par Hugues de Semur.
Le 14 septembre 1025, il fonde avec sa famille le prieuré Sainte-Croix de Lavoûte-Chilhac.
En 1027, il est présent au couronnement impérial de Conrad II à Rome.
En 1037, il introduit la « Paix de Dieu » à Lausanne. Il réunit autour d'Hugues de Bourgogne, l'ordinaire du lieu, différents prélats et seigneurs des environs afin de signer une trêve qui dure neuf mois.
En 1038, d'après l'historien Jean-Marie de la Mure (1615-1675) dans son Histoire ecclésiastique du diocèse de Lyon, il devient abbé direct de l'abbaye d'Ambierle. C’est d'ailleurs lui qui aurait fait bâtir l’église romane pour remplacer une église plus ancienne.
À la mort d'Odilon, l'ordre de Cluny compte environ 70 prieurés et abbayes.
On lui attribue des pouvoirs thaumaturges, avec la guérison d’un aveugle, et d'autres miracles comme la transformation de l’eau en vin. Ces miracles suscitent de nombreuses vocations et de nombreux dons, à l'avantage de Cluny. Il est à l’un des promoteurs de la Paix de Dieu et de la Trêve de Dieu ainsi que, vers 1030, de la commémoration liturgique des morts, qu'il propose à tous les monastères clunisiens, célébrée au lendemain de la fête de la Toussaint, le 2 novembre (cette fête est célébrée pour la première fois le 2 novembre 998).
Pour secourir les pauvres, il n'hésite pas à sacrifier une partie du trésor de son ordre, déjà bien pourvu à l'époque. Il refuse en 1031 l’archevêché de Lyon. Sa pensée théologique a laissé, à Cluny, une empreinte importante même après sa mort. Odilon est décrit comme 

« un petit homme maigre et nerveux [...] Peu éloquent, aimant l'autorité et ne le cachant pas, jaloux de ses prérogatives, il fut un chef très énergique et un organisateur inégalable. Mais il sut aussi être doux et charitable et il lui arriva souvent de comprendre, mieux que ses contemporains, les problèmes de son époque. »

Il est également décrit par son disciple Jotsald comme un homme 

« de taille moyenne, regard plein d'autorité et de grâce, visage souriant, doux aux humbles, mais terrible aux superbes. Il était maigre et pale avec une démarche grave et des gestes tranquilles. Sa voix était harmonieuse et forte, et il savait aussi bien se taire que parler à propos. Chef prudent et juste toujours à la recherche du vrai[...] conseiller des princes et des papes il était le médiateur par excellence[...] pour les coupables il n'était pas un juge mais un médecin. »

Il repose dans l'église prieurale de Souvigny, aux côtés de son prédécesseur Mayeul. Les sondages et les fouilles archéologiques menés entre novembre 2001 et janvier 2002 ont mis au jour leurs sépultures oubliées depuis les déprédations de la Révolution française. Elles ont été restaurées en 2009.

## Le culte de saint Odilon
La Révolution mit le tombeau avec les gisants de Mayeul et d'Odilon en près de 3000 pièces et le pèlerinage en veille, dans une église devenue paroissiale. En 1894, lors du neuvième centenaire de la mort de Mayeul eut lieu une installation de moines « d'une nouvelle branche de Bénédictins clunisiens » avec Dom Lamey, mais elle fut de courte durée. En 1990, le diocèse confie le prieuré à la Communauté des Frères de Saint-Jean jusqu'en 2014.
En 2016, l’évêque de Moulins décide, avec l’appui d’une équipe de bénévoles, de relancer le pèlerinage multicentenaire sur les tombes des abbés Mayeul et Odilon, à l’occasion de l’Année de la miséricorde. La prieuriale est proclamée Sanctuaire de la Paix.
Le culte de saint Mayeul est fêté le 31 décembre selon la date retenue au Martyrologe romain.